# Дютриё, Элен
Эле́н Дютриё (фр. Hélène Dutrieu; 10 июля 1877 — 27 июня 1961) — бельгийский авиатор, одна из первых женщин-пилотов.

## Ранние годы
Элен Дютриё родилась 10 июля 1877 года в бельгийском городе Турне.

## Занятия спортом
Её брат Эжен был одним из ведущих велосипедистов Северной Франции, и, благодаря ему, Элен заинтересовалась гонками. До того, как стать летчицей, Дютриё участвовала в велогонках в составе группы «Симпсон Левер Чейн», установив несколько рекордов скорости (1897—1899 гг). Дютриё занималась и мотоциклетным, и автомобильным спортом. На соревнованиях в Берлине она попала в автокатастрофу и шесть месяцев лечилась.

## Приход в авиацию

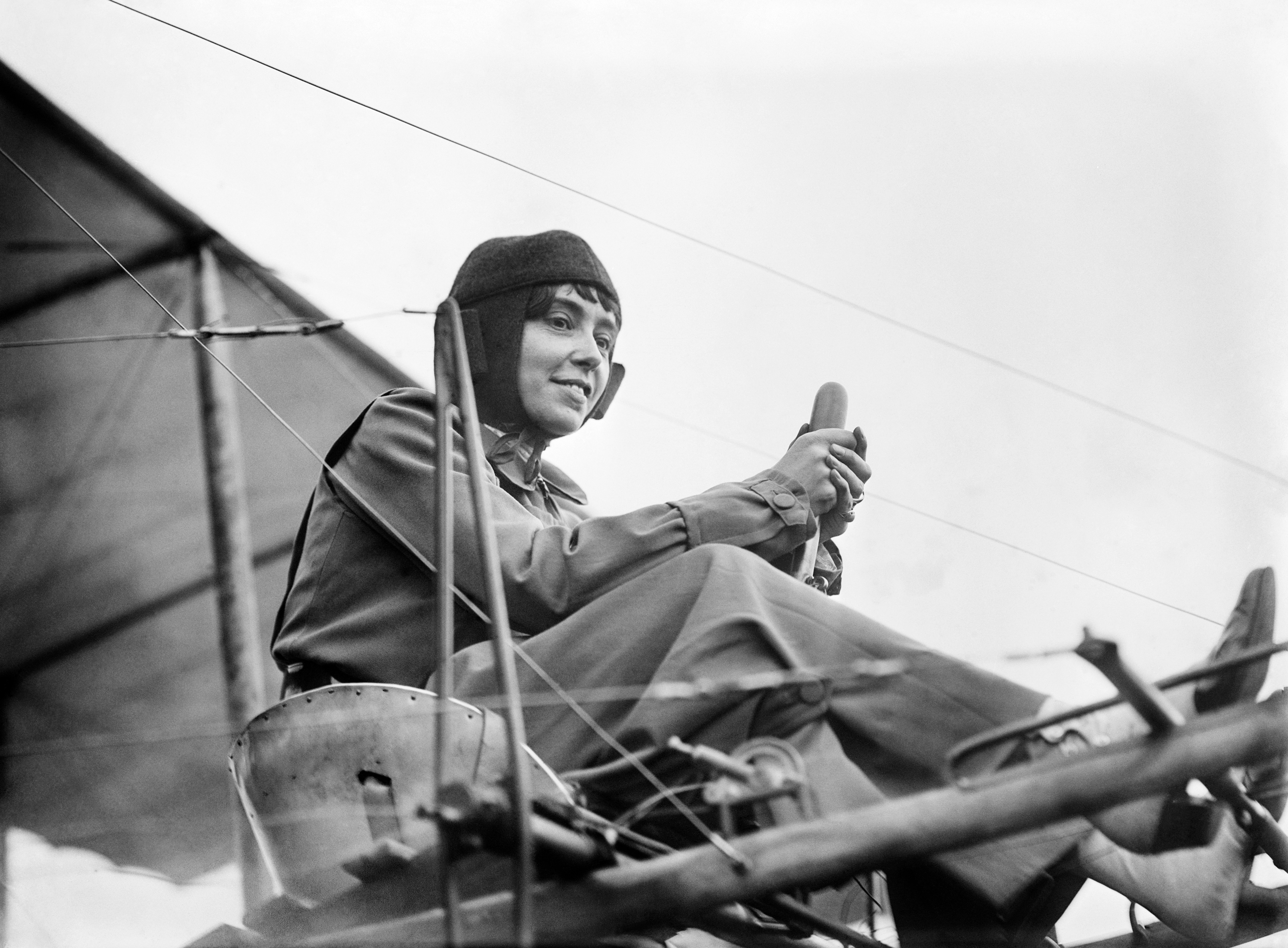
Элен Дютриё

В декабре 1908 года она впервые поднялась в воздух (не взяв ни одного урока пилотирования!) на легком «Санто-Дюмоне» типа «Демуазель» и потерпела крушение. Тогда она приняла решение учиться на пилота и поступила в школу «Фарман». Лётный экзамен Дютриё сдала 23 августа 1910 года, однако её французскую лицензию почему-то сочли недействительной. Впоследствии она пересдала экзамен в Бельгии (25 ноября 1910).
В сентябре того же года внимание публики привлек её сорокапятикилометровый беспосадочный полет из Бланкенберга до Брюгге и обратно. Помимо внушительной дистанции восторг вызвало то, что Дютриё сопровождал пассажир — её механик Бо.
На соревнованиях во Флоренции в 1911 году она получила кубок из рук итальянского короля. Осенью Элен приняла участие в соревнованиях в США, где выиграла приз за самый продолжительный полет. В 1910 году она выиграла соревнования Coupe Femina, пролетев час и семь минут (впервые женщина продержалась в воздухе больше часа!), а через несколько дней улучшила собственный рекорд — 2 часа 35 минут — и пролетела более 167 километров. В 1911 Элен снова победила, пролетев 254 километра за 2 часа 58 минут.
За воздушные достижения в 1913 Элен Дютриё первой из женщин стала рыцарем французского ордена Почётного Легиона.

## Первая мировая война
Элен Дютриё принимала участие в Первой Мировой, защищая Париж от нападений немецких самолетов. Официально нигде не задокументировано, но известно по воспоминаниям, что Дютриё летала наблюдателем.
После войны она стала водителем санитарного автомобиля.

## Вторая мировая война
Во время Второй Мировой Дютриё руководила полевым госпиталем.

## Личная жизнь
В 1922 году Элен вышла замуж за француза Пьера Мортье и приняла французское гражданство.
Позднее она стала вице-президентом женской секции Французского аэроклуба и учредила премию в 200000 франков для женщин, совершивших самый длинный беспосадочный перелет.
Умерла первая бельгийская авиатриса 27 июня 1961 года.